# Chiquinivalvo
Chiquinivalvo är en ort i Mexiko.   Den ligger i kommunen Zinacantán och delstaten Chiapas, i den sydöstra delen av landet, 700 km öster om huvudstaden Mexico City. Chiquinivalvo ligger 1 510 meter över havet och antalet invånare är 825.
Terrängen runt Chiquinivalvo är varierad. Runt Chiquinivalvo är det ganska tätbefolkat, med 60 invånare per kvadratkilometer. Närmaste större samhälle är Chiapa de Corzo, 17,0 km väster om Chiquinivalvo. I omgivningarna runt Chiquinivalvo växer huvudsakligen savannskog.